# سسک تاج‌بلوطی
سسک تاج‌بلوطی (نام علمی: Phylloscopus castaniceps)، گونه‌ای از سسکان برگی (خانواده Phylloscopidae) است که در گذشته در مجموعه «سسکان جهان قدیم» گنجانده شده بود.
این گونه در بنگلادش، بوتان، کامبوج، چین، هند، اندونزی، لائوس، مالزی، میانمار، نپال، تایلند و ویتنام یافت می‌شود. زیستگاه طبیعی آن جنگل‌های جلگه‌ای نمناک نیمه‌گرمسیری و جنگل‌های کوهستانی نمناک نیمه‌گرمسیری یا گرمسیری است. این گونه دارای نُه زیرگونه در سراسر محدوده آن شناخته شده‌است، و یک ابرگونه با سسک ساندا و سسک سینه‌زرد می‌سازد.
گونه‌ای درختی و عمدتاً حشره خوار است. اگرچه مهاجرت در نظر گرفته نمی‌شود، اما ممکن است جابجایی‌های فصلی کوچکی را به ارتفاعات بالاتر یا پایین‌تر انجام دهد.

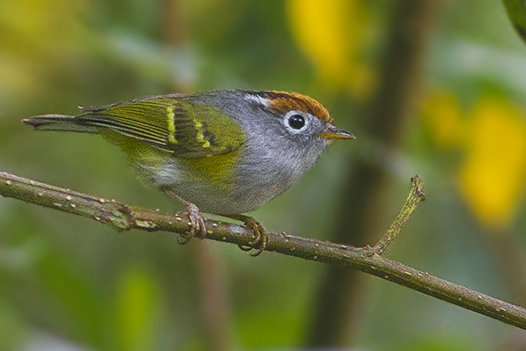
از پارک ملی Khangchendzonga، غرب سیکیم، هند